# Mily Possoz
Emília Possoz, née le 4 décembre 1888 à Lisbonne et morte 17 juin 1968 à Lisbonne, est une artiste portugaise, à la fois peintre, graveuse et illustratrice.

## Biographie
Issue d'un milieu artistique, Emília Possoz reçoit l'enseignement du peintre Emília dos Santos Braga puis se rend à Paris en 1904 et s'inscrit à l'Académie de la Grande Chaumière. Lors d'un séjour en Allemagne, elle se perfectionne dans l'art de la gravure auprès de Willy Spatz. De retour au Portugal en 1909, elle intègre le courant de la peinture moderniste en participant au Exposições de Humoristas e Modernistas (Salon des Humoristes de Lisbonne, dès 1912) avec des artistes comme Manuel Bentes ou Eduardo Viana, et publie de nombreux dessins dans les revues d'avant-garde portugaises (dont Contemporânea).
De 1922 à 1937, elle vit à Paris avec Eduardo Viana et fréquente Almada Negreiros, René Hilsum, Foujita, etc. Elle intègre la Jeune Gravure contemporaine et illustre des ouvrages, notamment pour Valery Larbaud pour l'éditeur Au sans pareil. En 1937, elle est à Cleveland, pour une exposition qui présente la gravure française et elle obtient la médaille d'or.
De retour au Portugal, elle travaille aux côtés de l'architecte Cottinelli Telmo dans le cadre de l'Exposition du monde portugais (Exposição do Mundo Português) organisée à Lisbonne en 1940.
Dans les années 1950, elle joue un rôle actif au sein de l'Association des graveurs portugais.
Ses œuvres sont signées Mily Possoz et sont présentes, entre autres, à la Fondation Calouste-Gulbenkian